# Idrissa Seck
Idrissa Seck (ur. 9 sierpnia 1959 w Thiès) – senegalski polityk, premier Senegalu od 4 listopada 2002 do 21 kwietnia 2004.

## Życiorys
Idrissa Seck urodził się w 1959 w Thiès. Studiował w Instytucie Nauk Politycznych w Paryżu oraz na Princeton University. Po zakończeniu nauki, w latach 1986-1992 był konsultantem senegalskiego oddziału PricewaterhouseCoopers. Jednocześnie zaangażował się w życie polityczne. W wieku kilkunastu lat wstąpił do opozycyjnej Senegalskiej Partii Demokratycznej (PDS). W 1988 kierował kampanią wyborczą Abdoulaye'a Wade przed wyborami prezydenckimi.
W latach 1995–1998, gdy PDS wchodziła w skład koalicji, zajmował stanowisko ministra handlu, rzemiosła i uprzemysłowienia. Od 1998 do 2000 był wiceprzewodniczącym partii, a w latach 2000-20042 (po zmianie nazwy tego urzędu) zastępcą sekretarza krajowego. W czasie kampanii wyborczej w 2000 zaangażował się w tworzenie zaplecza politycznego dla Abdoulaye'a Wade, dzięki czemu ten uzyskał poparcie od pozostałych kandydatów przed drugą turą głosowania, co zapewniło mu zwycięstwo nad Abdou Dioufem. Po zwycięstwie Wade w wyborach prezydenckich w kwietniu 2000, został mianowany ministrem stanu i dyrektorem jego gabinetu. 4 listopada 2002 został powołany przez niego na urząd szefa rządu. W tym samym roku został wybrany merem Thiès. W 2009 uzyskał reelekcję na tym stanowisku.
21 kwietnia 2004 został zdymisjonowany ze stanowiska premiera po tym, jak wszedł w konflikt z prezydentem Wade. W lipcu 2005 został aresztowany pod zarzutem korupcji w związku z budową drogi w Thiès i dodatkowo oskarżony o zagrażanie bezpieczeństwu państwa. W sierpniu 2005 został wykluczony z szeregów PDS. Do procesu jednakże nie doszło, gdyż w styczniu i w lutym 2006 zarzuty przeciwko niemu zostały wycofane, a on sam zwolniony z aresztu.
Po uwolnienie założył własne ugrupowanie polityczne Rewmi i ogłosił zamiar udziału w nadchodzących wyborach prezydenckich. W wyborach z 25 lutego 2007 zajął drugie miejsce z wynikiem 14,92% głosów, przegrywając z prezydentem Wade, który zwyciężył już w pierwszej turze głosowania, uzyskując 55,90% głosów poparcia. W czerwcu 2007, razem z innymi partiami opozycji, zbojkotował wybory parlamentarne z powodu odrzucenia postulatu rewizji list wyborczych i powołania nowej komisji wyborczej.
26 lutego 2012 po raz drugi wziął udział w wyborach prezydenckich, w których zajął piąte miejsce, uzyskując 7,86% głosów poparcia. W drugiej turze, razem z pozostałymi kandydatami opozycji, poparł kandydaturę byłego premiera Macky'ego Salla, który wygrał wybory.